# 小叶大节竹
小叶大节竹（学名：Indosasa parvifolia）为禾本科大节竹属下的一个种。